# Gustavo Moriami
Gustave Moriami, o Gustavo (Tamines, Bèlgica, 1842 - Milà, març de 1915), fou un baríton italià d'origen belga.
Va estudiar a Brussel·les i a París, i es va perfeccionar a Itàlia amb G. Corsi e con E. Delle Sedie. Va debutar debut amb Ernani a Milà el 1864. Va cantar el paper de l'holandès en l'estrena en italià de L'holandès errant de Richard Wagner.
La Temporada 1878-1879 va cantar al Gran Teatre del Liceu de Barcelona.